# Service pastoral d'études politiques

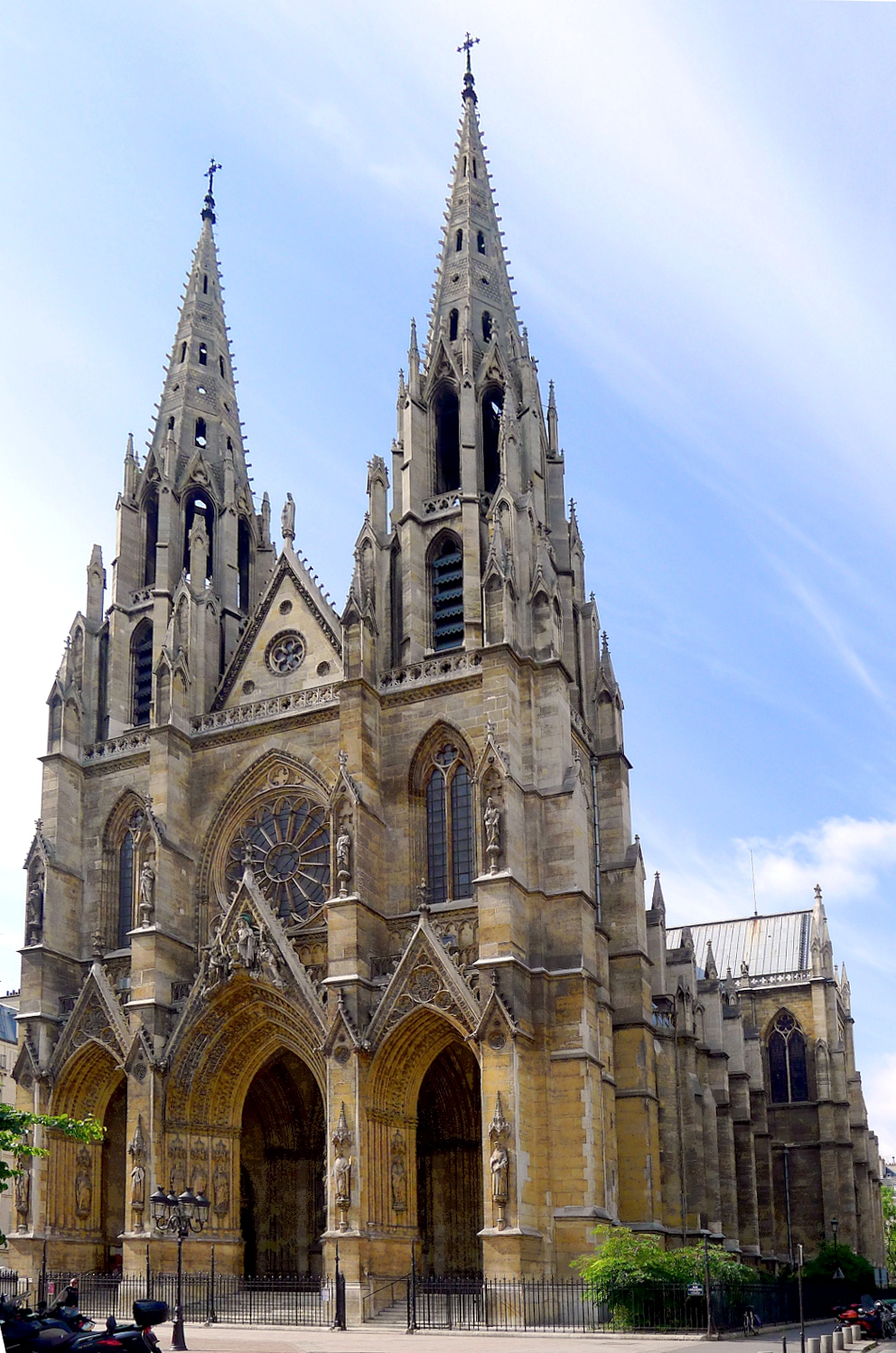
La basilique Sainte-Clotilde de Paris, dont l'« aumônier des politiques » est traditionnellement le recteur.

Le Service pastoral d’études politiques (Spep) est une structure relevant de l'Église catholique, privilégiant les contacts entre le clergé de ce culte et le monde politique français. Il a été fondé en 1995 par le cardinal Jean-Marie Lustiger, à la suite d'une initiative du père Alain Maillard de La Morandais.

## Historique
Le cardinal Jean-Marie Lustiger, archevêque de Paris, a d'abord utilisé la fonction d'« aumônier des politiques » créée par Alain Maillard de La Morandais, recteur de la basilique Sainte-Clotilde, qui dessert géographiquement le septième arrondissement et l'Assemblée nationale.
Avant la présidentielle de 1995, il crée le SPEP (Service pastoral d’études politiques) auquel il nomme le curé de la paroisse Saint-Pierre-du-Gros-Caillou, Antoine de Vial, qui devient alors recteur de Sainte-Clotilde.
Pour atteindre les hommes politiques au pouvoir, Antoine de Vial organise alors chaque année des rencontres parlementaires, et des symposiums avec les membres du Sénat ainsi que des rencontres personnelles avec les groupes parlementaires en privilégiant les contacts avec les ministres en fonction dans les gouvernements successifs.
À la demande de Jean-Marie Lustiger, il reçoit du Vatican la prélature pontificale en 2001.
Le père Matthieu Rougé prendra sa suite et aura la charge de cette fonction de 2005 à 2012, et sera nommé chevalier de l'ordre du Mérite national.
En septembre 2012, Laurent Stalla-Bourdillon, nouvel aumônier du monde politique, ancien vicaire de l'église de Saint-Germain-des-Prés, enseignant à l'institut catholique de Paris (Institut supérieur de formation de l’enseignement catholique des diocèses d’Île-de-France) et à l'École cathédrale de Paris est son successeur comme recteur de Sainte Clotilde et directeur du SPEP.
En mai 2018, le père Marc Lambret est nommé recteur de Sainte-Clotilde à partir de septembre 2018. Âgé de 67 ans, ancien curé de Saint-Pierre-de-Montrouge, il devient ainsi le nouvel aumônier du SPEP.

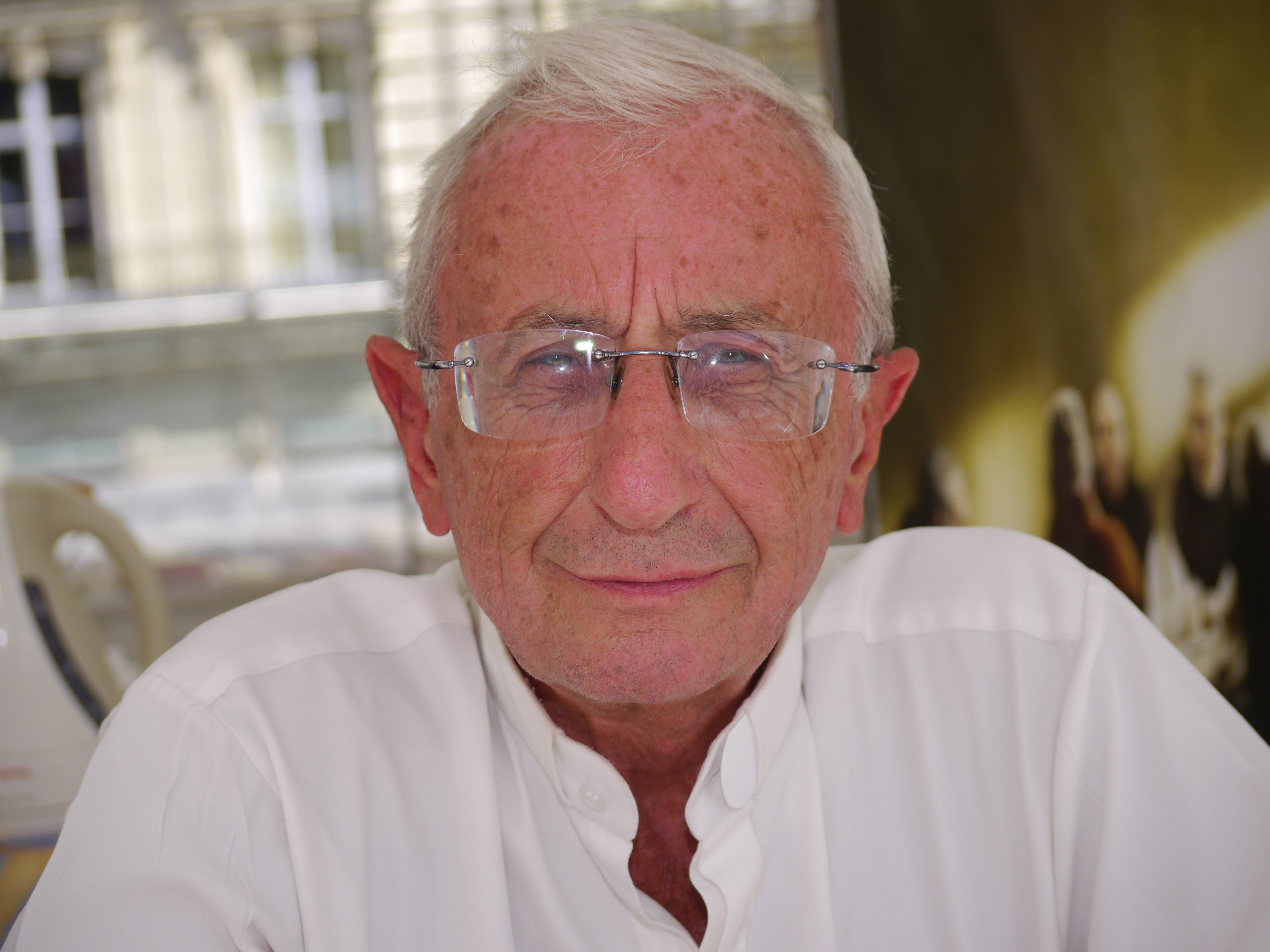
L'abbé de la Morandais, « aumônier des politiques » de 1993 à 1995.
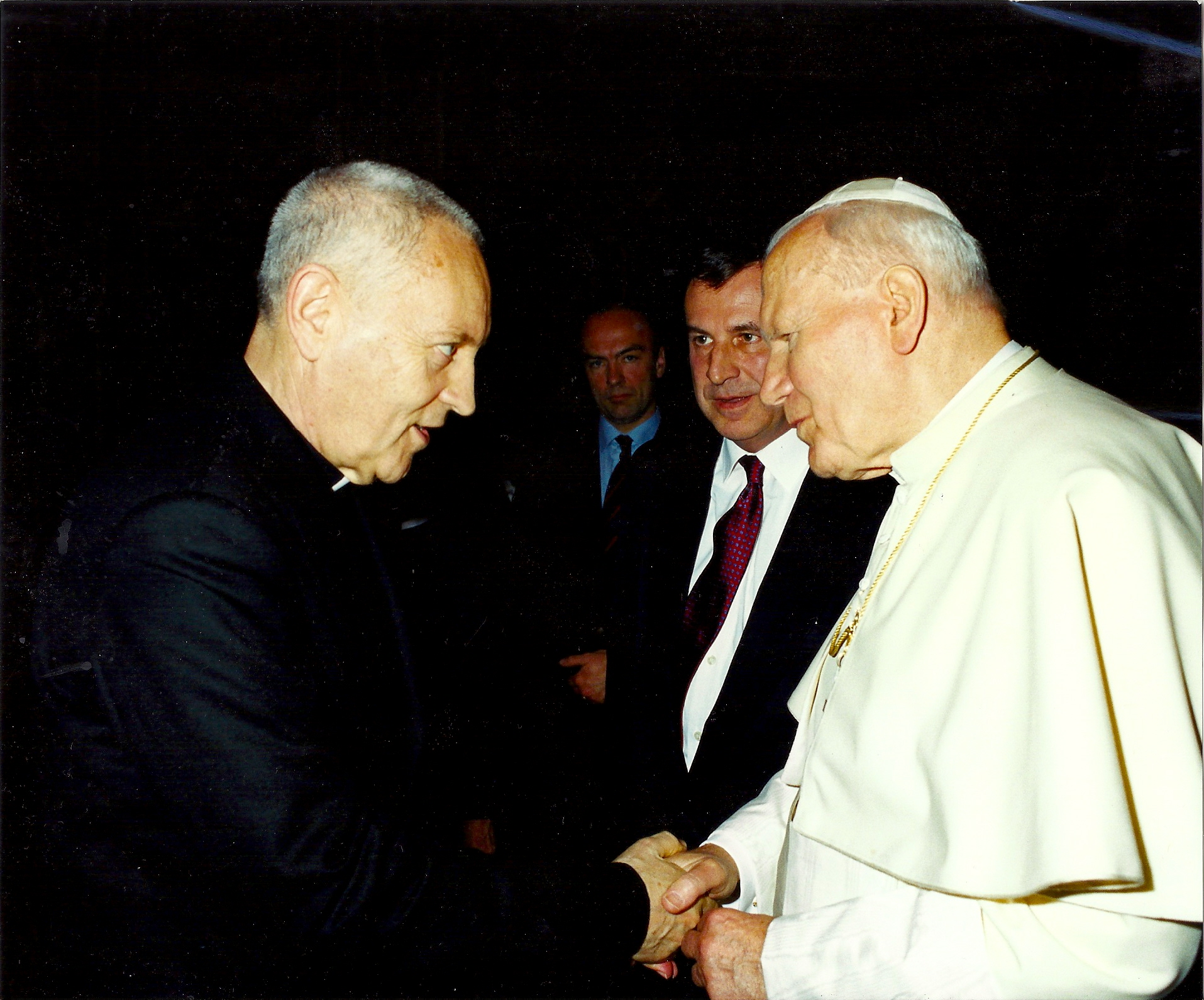
Mgr Antoine de Vial, chargé du Spep de 1995 à 2003.

## Fonction
Dans le contexte des relations avec le Parlement, le Sénat, les hommes du monde politique, du travail, ainsi qu'avec le gouvernement, le but recherché sera d'établir un  dialogue permanent et des échanges réciproques sur les grands sujets de la société du XXIe siècle et de recevoir ainsi les vues et les idées du monde politique et de faire connaître  à celui-ci celles de l'Église catholique de France.

## Organisation
Le Service pastoral d’études politiques constitue une présence de l’Église catholique pour les responsables politiques qui le souhaitent. Le SPEP s’adresse aux parlementaires de l’Assemblée et du Sénat, à leurs collaborateurs ainsi qu’aux différents acteurs de la vie politique. Le SPEP propose des déjeuners débats ou des soirées de réflexion sur des thèmes éthiques liés à l’actualité politique.

### Sources
- Cardinal Lustiger, Nous avons rendez-vous avec l’Europe, 1991 (Mame)
- Un examen de conscience politique : aux élus et à leurs électeurs, Paris, Denoël, 1995  (ISBN 2-207-24351-6)
- Alain Maillard de la Morandais, Fidèle et rebelle : Journal théologique et politique d'un curé gentilhomme, Presses de la Renaissance, 2006  (ISBN 2750902592)
- Astrik Ladislas Gabriel, Les Écoles de la Cathédrale de Notre-Dame et le commencement de l'Université de Paris, Paris, Société d'histoire ecclésiastique de la France, 1964.
- Robert Serrou, Lustiger, Cardinal, juif et fils d'immigré, Perrin, 1997,  (ISBN 978-2262000264)
- Jean-Luc Marion, Éloge du cardinal Lustiger, Académie française, janvier 2010, dans Communio, t. XXXV, 2010
- Alain Norvez, Maïten Court et André Vingt-Trois, L'Espérance Portée par l'Église et le Témoignage des Chrétiens, Neuilly, France, Éditions de l'Emmanuel, 2008
- André Vingt-Trois, collectif, La famille : héritage ou avenir ? : Conférences de carême à Notre-Dame de Paris, Paris, Éditions Parole et Silence, 2011, 198 p.  (ISBN 978-2-84573-924-6)
- Kristell Loussouarn, « État des sources sur le Concile Vatican II dans les fonds conservés au Centre national des archives de l’Église de France (CNAEF) », Chrétiens et sociétés
- Xavier de Montclos, « Villot, Jean-Marie », in Christian Sorrel (dir.), Dictionnaire du monde religieux dans la France contemporaine, Beauchesne, 1994,  (ISBN 9782701013053), p. 418
- L'avenir de la religion, Fayard, Paris, 142 p., 1968
- La foi de toujours et l'homme d'aujourd'hui, Beauchesne, Paris, 148 p., 1969
- Jacques Le Goff et René Rémond, Histoire de la France religieuse, 4 vol., Seuil, 1988
- Pierre Pierrard, Histoire de l’Église catholique, Desclée-Mame, 1995